# Alerce (Chile)
Alerce – miasto w Chile, w regionie Los Lagos, w prowincji Llanquihue.